# 블랙 팬서: 와칸다 포에버
《블랙 팬서: 와칸다 포에버》는 2022년 11월 9일 개봉한 미국의 슈퍼히어로 영화이다. 마블 스튜디오가 제작하고 월트 디즈니 스튜디오 모션 픽처스가 배급하는 이 영화는 《블랙 팬서》 (2018년)의 속편이자 마블 시네마틱 유니버스 (MCU)의 30번째 영화이다. 조 로버트 콜과 함께 각본을 쓴 라이언 쿠글러가 감독을 맡고 레티티아 라이트, 루피타 뇽오, 다나이 구리라, 윈스턴 듀크, 플로렌스 카숨바, 도미니크 손, 미카엘라 코엘, 테노치 후에르타, 마틴 프리먼, 안젤라 바셋 등이 출연한다. 작중 와칸다의 지도자들은 트찰라 왕의 죽음 이후에 조국을 지키기 위해 싸운다.
속편에 대한 아이디어는 2018년 2월 《블랙 팬서》 출시 이후 시작되었다. 쿠글러는 다음 달에 감독으로 복귀하기로 했으며, 마블 스튜디오는 2019년 중반 속편 기획을 공언했다. 2020년 8월 《블랙 팬서》의 주연 채드윅 보스만이 결장암으로 사망하면서, 마블은 트찰라 배역을 다시 섭외하지 않기로 결정했다. 전작의 다른 주요 출연 배우들은 그해 11월까지 복귀하는 것으로 확인되었으며, 제목은 2021년 5월 발표되었다. 영화 제작은 2021년 6월 말부터 11월 초까지 매사추세츠주와 조지아주 애틀랜타, 브런즈윅에서 진행되었고, 촬영 중 라이트의 부상으로 중단되었다. 제작은 2022년 1월 중순에 재개되었고 푸에르토리코에서 3월 말에 마무리되었다.
《블랙팬서: 와칸다 포에버》는 2022년 10월 26일 할리우드의 엘 카피탄 극장과 돌비 극장에서 선공개한 뒤 11월 9일 전세계 개봉, 미국에서는 11월 11일 잇따라 개봉했다. 본작의 무거운 감정선, 쿠글러의 감독 방식, 영화 음악, 보스만에 대한 추모, 캐스팅 (특히 라이트, 뇽오, 구리라)은 많은 비평가들로부터 찬사를 받았다.

## 줄거리
와칸다의 왕 트찰라는 원인 모를 병으로 죽을 위기에 놓인다. 병을 연구하던 슈리는 이전에 킬몽거가 전부 불태워버린 "심장 모양 허브"를 구현한다면 오빠가 되살아날 수 있을 것이라 생각하고 복원을 시도하지만 실패, 결국 트찰라는 사망한다.
1년 뒤, 와칸다는 광물 비브라늄을 공유하라는 타국의 압박과 일부 특수공작원들의 탈취 시도에 시달린다. 라몬다는 와칸다를 수호할 블랙 팬서의 부활을 위해 슈리에게 심장 모양 허브의 복원을 간청하나, 슈리는 블랙 팬서가 과거의 잔재일 뿐이라며 거절한다. 한편 신형 비브라늄 탐지기로 와칸다 국외의 산출지를 탐사하던 CIA팀은 대서양 해저에서 비브라늄을 발견한다. 이들은 모두 네이머와 수중 호흡이 가능한 푸른 피부의 부하들에게 전원 몰살되지만, CIA는 와칸다의 소행으로 여긴다. 네이머는 이어 와칸다의 삼엄한 경계를 가볍게 뚫고 호수를 통해 걸어나오며 라몬다와 슈리 앞에 선다. 그는 선왕 트찰라의 비브라늄 공개로 자신의 백성들이 위험에 처했으니, 비브라늄 탐지기를 만든 과학자를 찾아와 데려오지 않으면 와칸다를 공격하겠다고 엄포를 놓는다.
슈리와 오코예는 CIA 요원 에버렛 로스의 도움을 받아, 탐지기를 만든 천재 발명가이자 MIT 여학생인 리리 윌리엄스를 만난다. 그들은 FBI의 추격을 따돌리지만 도중 네이머의 전사들과 맞닥뜨린다. 오코예는 푸른 피부의 전사들에게 패배하고, 슈리와 리리는 해저 세계로 납치된다. 라몬다는 책임을 물어 오코예의 도나 미라제 자격을 박탈하고, 슈리와 리리를 구하기 위해 아이티에서 교사로 지내던 나키아를 찾아나선다. 한편 납치된 슈리는 네이머의 인도 하에, 비브라늄으로 풍족한 삶을 영위하는 해저 문명 탈로칸의 전경을 마주한다. 자신을 거부한 지상 세계를 증오한 네이머는 슈리에게 탈로칸과 와칸다의 동맹을 제안하고, 이를 거절한다면 와칸다를 제일 먼저 치겠다고 말한다. 탈로칸에 잠입한 나키아는 슈리와 리리를 탈출시키는데 성공하지만, 이에 대한 보복으로 네이머가 와칸다의 수도를 침공, 이 과정에서 라몬다가 리리를 구하다 익사한다. 네이머는 마음이 바뀌었는지 다시 보러 오겠다며 일주일 뒤 탈로칸 군대 전체를 동원하겠다고 선언한다.
슈리는 탈로칸 사람들에게 수중 호흡 능력을 부여한 허브의 섬유를 이용하여 심장 모양 허브를 합성해내는 데 성공한다. 슈리는 새로운 블랙 팬서가 되기 위해 허브를 복용하고 조상의 땅으로 가서 어머니를 만나려 했으나, 그녀의 눈앞에 등장한 사람은 킬몽거였다. 그와의 대화 끝에 슈리는 다른 부족의 블랙 팬서로 거듭난다. 음바쿠는 평화를 간청했으나, 어머니의 복수를 다짐한 슈리는 네이머에게 반격하기로 결정한다. 함선을 이끌고 네이머와 전쟁에 나선 슈리는 새로운 슈트로 무장한 오코예 등 와칸다 전사들과, 아이언하트 Mk.1 슈트를 입은 리리의 활약으로 잠시 선전하나, 지리적 이점 및 바다 생물을 이용한 탈로칸인의 공격으로 고전한다. 전투 도중 슈리는 네이머를 자신들의 소형 비행정 '씨 셰퍼드'로 유인하여 다른 탈로칸인들과 떨어트려놓은 뒤, 이동 경로를 사막으로 설정하여 전투를 벌인다. 추락한 전투기 '로얄 탈론 파이터'의 엔진 분화로 네이머를 쓰러트린 슈리가 그의 목에 날을 겨누고 죽이려는 찰나, 어머니의 환영을 보고 끝내 살려준다. 와칸다군이 수세에 몰리던 그때, 슈리와 네이머가 나타나 둘 사이의 평화 조약 체결을 발표함으로써 전쟁은 끝난다. 화가 난 사촌 나모라에게 네이머는 슈리의 동정심이 그들에게 도움이 될 것이고, 동맹이 없는 와칸다는 반드시 탈로칸에 손을 벌릴 것이라며 설득한다. 전투 이후 리리는 다시 보스턴으로 돌아가고, 슈리는 나키아가 있는 아이티로 가서 생전 어머니가 원하던 대로 상복을 불사르며 마지막으로 트찰라를 떠올린다.
쿠키 영상에서, 애도하는 슈리 곁으로 나키아가 자신의 아들 '투쟁'을 데리고 나타난다. 이어 그 아이가 트찰라의 아들이며, 왕위 계승 압박을 피하기 위해 외국으로 떠난 것, 와칸다식 이름은 아버지와 같이 '트찰라'라는 것을 고백한다.

## 출연진
- 레티티아 라이트 (슈리 역) :국가를 위한 신기술을 디자인하는 와칸다의 공주.[2] 이전 MCU 작품의 주연이자 슈리의 형제인 트찰라/블랙 팬서 역의 채드윅 보스만의 죽음 이후 라이트의 배역은 더욱 중요해졌다.[3] 라이트는 작중 슈리가 트찰라의 죽음을 과학 기술로 승화시켰다고 말했다.[4]
- 루피타 뇽오 (나키아 역) : 강 부족 출신의 워 독. 와칸다의 첩보원이다.[3] 뇽오는 작중 나키아가 블립 현상과 트찰라의 죽음을 통해 "성장했다"며, 그녀의 "지향점은 급변하고 더 날카로워졌다"면서도, 여전히 "당신이 위험해 처했을 때 부르고 싶은 인물"일 것이라고 설명했다.[5]
- 다나이 구리라 (오코예 역): 와칸다의 여성 특수부대 도라 밀라제의 수장.[6] 구리라는 본작이 오코예의 인간성을 "여러 측면"에서 탐구할 것이라고 말했다.[7]
- 윈스턴 듀크 (음바쿠 역) : 와칸다의 산악 부족 자바리의 수장인 강력한 전사.[3] 듀크는 자바리가 《어벤져스: 인피니티 워》 (2018년)와 《어벤져스: 엔드게임》 (2019년) 사건에 연루된 이후 부족이 더 이상 와칸다로부터 고립되지 않는다고 지적했다. 그는 또한 음바쿠가 코로나19 대유행기에 대처하는 현실 세계의 많은 사람들과 마찬가지로, 와칸다를 위해 이 새로운 세계에서 "앞으로 나아가는 방법을 알아내려고" 노력하고 있다고 느꼈다.[8]
- 플로렌스 카숨바 (아요 역): 도라 밀라제의 일원이자 2인자.[9]
- 도미니크 손 (리리 윌리엄스/아이언하트 역): MIT의 천재적인 여학생이자 토니 스타크/아이언맨의 아머에 필적하는 물건을 제작한 발명가.[10][4] 감독 라이언 쿠글러는 리리를 두고 슈리의 포일 (대비되는 인물)이라 지목하며, "쇠털같이 많은 공통점"이 있으면서 "아주, 아주 다른" 인물이라고 덧붙였다.[11] 그리고 리리와 슈리의 관계는 전작 《블랙 팬서》의 트찰라와 킬몽거의 관계처럼 "미국 흑인들의 다채로운 경험"을 나타낸다고 말했다.[4]
- 미카엘라 코엘 (아네카 역)[9] 코엘은 아네카의 괴팍한 면에 끌렸으며, 쿠글러는 이 캐릭터를 두고 "일종의 반항아"라고 묘사했다.[12]
- 테노치 후에르타 (네이머 역) : 고대 수중 문명인 탈로칸의 통치자이자,[13][11] 날개달린 뱀신 쿠쿨칸으로 일컬어지는 인물.[14] 후에르타의 설명에 따르면, 네이머가 지상 세계에 개입하기로 결정한 까닭은 전작에서 트찰라가 와칸다의 진실을 공표한 것이 결과적으로 탈로칸에게는 "재앙"으로 다가왔고, 이는 네이머와 탈로칸 민족의 "자기 방위 태세 전환"으로 이어졌기 때문이다. 후에르타는 이 배역이 코믹스에서처럼 뮤턴트임을 공언하기도 했다.[15] 그는 네이머가 안티히어로라며[16] 비록 악역이지만 자신과 쿠글러 둘 모두 네이머에게 납득 가능한 동기를 설정함으로써 인간성을 부여했다는 점을 부각했다.[17] 쿠글러는 코믹스 속 네이머에게 달린 발목의 날개나 뾰족귀 등 "정말 독특한 특징"을 구현하려고 공들였다.[11] 그는 한편으로 이 캐릭터를 두고 "어떻게 보면 개새끼(asshole)고, 어떻게 보면 순정남(romantic)이고, 그냥 무지막지하게 강하죠"라고 묘사했다.[4] 후에르타는 배역에 맞춰 마야어와[18] 수영을 배웠다.[19]
- 마틴 프리먼 (에버렛 K. 로스 역) : 중앙 정보국(CIA) 요원.[20]
- 안젤라 바셋 (라몬다 역): 아들 트찰라의 죽음을 슬퍼하는 와칸다의 여왕.[3] 안젤라는 라몬다에 대해 민족의 통치자, 슈리의 엄마, 와칸다에 도래한 위협 "퇴치"자 등 여러 역할의 균형을 맞추는 인물이라고 설명했다. 이 모든 것은 "그녀가 감당해야 할 대사건"인 트찰라의 죽음을 애도하는 와중에 이루어진다고도 배경을 제시했다.[4]

추가적으로, 이자크 드 방콜레, 도로시 스틸 및 대니 사파니는 각각 와칸다의 강 부족, 상인 부족, 국경 부족 장로 배역으로 돌아왔다. 그리고 마이클 B. 조던 전작에 이어 킬몽거로 돌아왔다. 마벨 카데나는 네이머의 사촌 나모라를, 알렉스 리비낼리는 탈로칸 전사 아투마, 마리아 메르세데스 코로이는 네이머의 엄마 역을 맡았다. 레이크 벨, 리처드 시프 카마루 우스만은 영화 내에서 알려지지 않은 배역으로 출연했다.

## 제작

### 기획
2018년 2월 《블랙 팬서》의 개봉과 함께 프로듀서 케빈 파이기는 캐릭터에 대해 "아주 많은 이야기"가 오갔고, 감독이자 공동 작가인 라이언 쿠글러가 속편을 희망했다고 말했다. 마블 스튜디오는 크리에이티브 팀을 가능한 한 그대로 유지하기를 원했고, 월트 디즈니 스튜디오 회장 앨런 혼은 속편 논의가 너무 이르지만 쿠글러의 감독직 복귀에 대한 열망은 긍정적으로 보았다. 쿠글러는 채드윅 보스만의 트찰라/블랙 팬서가 후속작에서 왕으로 성장하는 이야기를 보고 싶어했다. 어려서부터 왕이었던 코믹스와는 달리, 트찰라의 통치는 마블 시네마틱 유니버스 (MCU)에서 최근에 시작되었기 때문이다. 2018년 3월, 파이기는 속편을 두고 구체적인 내용은 없으나, 마블은 두 번째 영화에 대한 아이디어와 "꽤 확실한 방향"이 있다고 말했다. 같은 달, 보스만의 에이전트 미셸 그린은 계획 중인 2편의 《블랙 팬서》 속편에서 보스만이 트찰라 복귀하는 데 각각 1천만 달러, 2천만 달러의 출연료를 지급하는 협상을 치르고 있었다. 10월까지 쿠글러는 《블랙 팬서》 속편의 각본 및 감독 계약을 체결했다. 마블과 쿠글러는 첫 번째 영화의 성공 이후 다시 함께 작업하기를 원했지만, 쿠글러는 거래를 서두르지 않았다. 첫 번째 영화가 개봉된 후 몇 달 동안 "물밑에서" 진행된 쿠글러와의 협상은 끝내 완료되었다. 속편 각본 작업은 2019년, 촬영은 2019년 말이나 2020년 초에 시작할 예정이었다.
2018년 11월, 레티티아 라이트가 속편에서 트찰라의 여동생 슈리 역을 다시 수행하는 것으로 확인되었다. 《블랙 팬서》에서 라몬다를 연기한 안젤라 바셋에게 전작 주연들이 돌아오느냐는 질문이 오자, 그녀의 남편 코트니 B. 밴스는 그렇다고 말했다. 여기에는 첫 번째 영화에서 살해된 킬몽거의 마이클 B. 조던이 포함된다고 그는 말했고, 바셋도 동의했다. 파이기는 2019년 6월 밴스의 인터뷰를 두고 "그저 소문일 뿐"이라고 일축, 쿠글러는 이제 막 개요 구상 단계이며 아직 그의 계획을 파이기나 공동 제작자 네이트 무어와 공유하지 않았기에 아직 정해진 것은 없다고 말했다. 다음 달 존 카니는 영화에서 트찰라의 아버지 트차카로 다시 돌아오는 데 관심을 표명했으며, 다나이 구리라는 쿠글러가 속편에서 자신이 오코예 역을 다시 맡을 것이라고 확인시켜 주었다고 말했다. 파이기는 2019 샌디에이고 코믹콘 인터내셔널에서 속편이 기획되고 있다고 공언했고, 마틴 프리먼은 8월에 속편에서 에버렛 K. 로스로 다시 돌아올 것이라고 말했다. D23에서 《블랙 팬서 II》라는 가제로 소개된 이 영화의 개봉일은 2022년 5월 6일로 발표되었다. 파이기는 쿠글러가 빌런과 새로운 제목 등 대본 논의를 끝마쳤다고 말했다. 2019년 말, 첫 번째 영화의 의상 디자이너였던 루스 E. 카터가 복귀 의사를 드러냈으며 "올 가을"에 작업을 시작할 예정이라고 말했다. 파이기, 보스만, 쿠글러는 《What If...?》의 두 번째 에피소드에 등장하는 트찰라에 대해 논의하고 있었다.
채드윅 보스만은 참으로 재능있는 배우이자 저희 인생에 일적, 개인적으로 많은 영향을 끼친 한 사람이었습니다. 그의 배역인 블랙 팬서 트찰라는 하나의 아이콘이자 이제까지 마블에서 다뤄 온 다른 판본을 초월한 캐릭터였습니다. 그리하여 저희는 해당 배역을 새로 캐스팅하지 않을 것입니다.
2020년 8월 28일 보스만은 결장암으로 사망했다. 쿠글러는 자신이 보스만의 투병 사실을 몰랐으며 작년에 "우리가 보지 못할 (영화에서) 그의 대사를 준비하고, 상상하고, 쓰는 데 보냈다"고 말했다. 마블 스튜디오의 파이기와 다른 임원들도 보스만의 병을 알지 못했다. 사망하기 몇 주 전 병으로 수척해진 보스만은 2021년 3월 속편 촬영을 앞두고 2020년 9월부터 체중을 다시 늘릴 준비를 하고 있었다. 《할리우드 리포터》에 따르면 업계 관련자는 디즈니가 블랙 팬서 역 배우를 재조정할 수도 있지만, 이는 "팬들의 항의"를 불러일으키고 배우간의 비교를 유발할 수 있다고 말했다. 또 다른 제안으로는 디즈니가 계획을 변경하여 코믹스 원작을 따라 슈리에게 블랙 팬서의 역할을 주는 것이었다. 보스만이 사망했을 때 쿠글러는 대본 작성 중이었고 이미 초안을 제출했다. 11월 중순, 총괄 프로듀서인 빅토리아 알론소는 보스만의 CG 대역은 없을 것이라며, 마블은 향후 계획을 위해 시간을 할애하고 있다고 덧붙였다. 그 달 말 루피타 뇽오, 윈스턴 듀크, 바셋이 각각 나키아, 음바쿠, 라몬다 역으로 복귀하는 것이 확인되었으나, 테노치 후에르타는 상대역 출연을 논의 중이었다. 당시 촬영은 2021년 6~7월 조지아주 애틀랜타에서 시작될 예정이었다.
2020년 12월 파이기는 트찰라 역을 새로 뽑지 않을 것임을 공언하고, 보스만이 생전 구축하는 데 도움을 준 세계와 캐릭터를 탐구함으로써 그를 기릴 것이라고 말했다. 영화 개봉일은 2022년 7월 8일로 다시 연기되었다. 이달 말 보스만의 메이크업 디자이너 시안 리차드 (Siân Richards)는 복귀할 예정이었으나, 그의 개인 의상 디자이너인 크레이그 앤서니는 보스만의 죽음으로 인해 영화에 참여하지 않을 것이라고 말했다. 헤어 디자이너 데이드라 딕슨은 보스만의 죽음에 이어, 여동생의 사망 소식으로 복귀가 불투명했다. 파이기는 2021년 1월 보스만을 특수 효과로 출연시키지 않을 것임을 재확인했으며, 현실 세계와 MCU 세계관에서 보스만의 죽음은 현재진행형임을 언급하고는 "재섭외 이야기를 꺼내기엔 너무 이른 것 같다"고 말했다. 같은 달, 조던은 등장인물과 쿠글러와의 작업을 사랑하여 MCU 복귀에 대해 "항상 어느 정도 준비되어 있다"며 킬몽거로 다시 출연할 용의가 있다고 말했다. 2월에 다니엘 칼루야는 우카비 역을 다시 맡게 될지 확신할 수 없다고 말했다. 그는 결국 영화 《놉》 (2022년)과 일정 충돌로 참여하지 않았다.

### 사전 제작
2021년 3월, 쿠글러는 여전히 대본을 쓰고 있다며, 보스만 없는 영화 작업이 그의 경력에서 가장 힘든 일이라고 말했다. 그는 보스만이 첫 번째 영화를 함께 열었으며 이제 감독으로서 작품이 계속 진행되도록 노력하고 있다고 덧붙였다. 그는 보스만이 죽기 이전 구상했던 요소를 대부분 재사용할 수 있었으며, "나만큼 상처받은 사람들이 실제로 수행하고 실행하며 다른 돌파구를 마련할 수 있는 주제들"을 통합하고 적용할 수도 있었다. 쿠글러에 따르면, 원래 대본에는 트찰라가 블립 이후 삶을 다시 시작하며 "5년이 지난 후 잃어버린 시간에 대해 비통해하는" 모습이 담겨 있었다고 한다. 프리먼은 곧 쿠글러와 만나 프로젝트에 대해 논의할 것이라고 말했다. 지난 4월 쿠글러는 신문 논평 페이지를 통해 조지아주가 논란의 여지가 있는 2021년 선거 청렴법을 통과시켰으나, 영화는 여전히 그곳에서 촬영될 것이라고 말했다. 쿠글러는 이 법안을 지지하지는 않았지만 주에서 영화 제작을 보이콧하면 영화에 고용되었을 사람들에게 부정적인 영향을 미칠 것이는 소감을 밝혔다. 그는 대신 법안을 뒤집는 방법에 대한 인식을 높일 방안을 구상했다. 뇽오는 쿠글러의 계획에 대한 흥분과, 영화에 관련된 모든 사람들이 보스만의 유산을 이어가는 데 얼마나 전념했는지를 밝혔다. 그녀는 이후 쿠글러가 보스만을 존중하기 위해 자신의 아이디어를 다시 짰다며, "심적으로도 감정적으로도 옳은" 결정이라 생각한다고 말했다. 무어는 이 영화를 두고 "당신이 비극적인 상실에 대처하면서 앞으로 나아가는 방법"을 제시한다며 "모든 등장인물들은 상실이 당신의 행동에 어떻게 영향을 미칠 수 있는지를 놀랍고도 감정적인 방식으로 다루고 있다."고 묘사했다.
본작은 첫 번째 영화부터 탐구되어 온 페미니즘적 주제를 이어가는데, 뇽오는 이 영화가 여성 캐릭터의 "믿음, 열정, 사랑, 논쟁"을 다루며 "강력한 드라마"를 창조해낼 것이라고 말했다. 그녀는 또한 와칸다가 "우리가 도달하려는 세계"라는 소감을 밝혔다. 본작에서는 첫 등장하는 네이머의 고향은 원작의 아틀란티스에서 탈로칸으로 바뀌었다. 탈로칸은 고대 마야 문명에서 영감을 얻은, "호화로운" 심해의 비밀 메소아메리카 문명이다. 제작진은 마야 전공 역사학자 및 전문과들과 협업하여 탈로칸을 구상했다. 쿠글러는 "육안으로 보이지 않는" 고도의 문명이라는 점에서 탈로칸과 와칸다는 비슷하다고 지적했다. 무어는 두 국가가 "서로 그리 다르지 않기에 싸울 것"이라며 "두 나라는 모두 숨겨진 채 고립되기를 좋아하며, 군주 역시 아주 강하고 세계가 해야 할 일에 대한 뚜렷한 관점이 있다"고 말했다. 한나 비츨러는 전작에 이어 미술 총감독으로 복귀했고, 본작의 아틀란티스를 그려내기 위해 "깊이 다이브했다"고 말했다. 그녀는 영화 《죠스》(1975년), 《미지와의 조우》(1977년), 잭 커비의 코믹스 이미지를 참고하여 시각적인 요소를 착안해냈다. 카터는 비취석 등 물과 관련된 요소를 탈로칸인의 의상에 넣었고, 머리깃털은 쏠배감펭이나 상어 같은 수상 생물에서 모티브를 따왔다. 수중 촬영이 많이 이루어진 본작의 특성상, 모든 의상은 물속에 넣고 테스트해야 했다.
2021년 5월, 마블 스튜디오는 공식 영화 제목 《블랙 팬서: 와칸다 포에버》를 발표했다. 《슬래시필름》의 에단 앤더슨은 와칸다인의 전투 함성인 "와칸다 포에버"야말로 보스만에 대한 의미 있는 찬사라고 평했다. 그 달 말까지 프리먼은 대본을 읽었고, 흥분된다고 말했다. 6월 말, 매사추세츠주 우스터시 경제 개발국의 사업 개발 관리자인 에드가 루나는 와칸다 포에버의 기술 부서가 6월 25일 주에 우스터시 경찰청 본부 등 촬영 장소를 답사하기 위해 도시에 있었다고 말했다.

### 촬영
제작은 2021년 6월 29일 조지아주 애틀랜타의 트릴리스 스튜디오에서 《서머 브레이크》라는 가제목으로 시작되었다. 촬영은 보스만이 사망하기 전인 2021년 3월 시작될 예정이었다. 촬영 시작과 함께 파이기는 첫 번째 영화의 '모두'가 복귀할 것임을 예고했다. 전작의 촬영 감독 레이첼 모리슨의 후임자인 어텀 듀랄드는 마블 스튜디오의 디즈니+시리즈 《로키》 촬영 후 참여했다.쿠글러의 오랜 협력자인 모리슨은 《와칸다 포에버》로 돌아올 계획이었으나 코로나19 범유행으로 인한, 그녀의 영화 《Flint Strong》과의 일정 충돌로 무산되었다. 라이트, 구리라, 뇽오 및 카숨바는 보스만의 죽음에 대한 슬픔을 다루며 세트에서 유대감을 느꼈으며, 특히 라이트와 구리라는 함께 산책을 다니며 연을 이었다. 구리라는 왕좌 세트장에 들어서자 전작에서 보스만과 함께 촬영한 장면이 기억나 감정이 치밀어올랐고, 쿠글러가 그녀의 슬픔을 다스리는 데 도움이 되었다고 말했다.
바셋은 7월, 보스만의 죽음으로 시나리오가 여전히 변경되고 있다며 적어도 5번은 환생했다고 말했다. 그녀는 또한 전작의 공동 작가인 조 로버트 콜이 속편에 기여했다고 밝혔고, 파이기는 곧 이를 공언해 주었다. 미카엘라 코엘은 미공개 역할로 참여했다. 8월에 이자크 드 방콜레는 와칸다 강 부족의 장로 역할을 다시 맡게 되었고, 도미니크 손은 《와칸다 포에버》에서 리리 윌리엄스/ 아이언하트 역으로 촬영을 시작했으며 디즈니+ 시리즈 《아이언하트》에서 해당 캐릭터로 주연을 맡았다. 그 달의 촬영은 매사추세츠 공과대학 (MIT)과 우스터에서 진행될 예정이었고 프로덕션은 8월 18일까지 우스터에서 자동차 추격전을 촬영할 준비를 하고 있었다. 추격신은 8월 23일과 24일 어니스트 A. 존슨 터널에서 촬영됐다. 8월 25일 라이트는 보스턴에서 스턴트를 촬영하던 중 사고로 경미한 부상을 입고 일시적으로 입원했다. 라이트는 9월에 회복을 위해 런던에 있는 집으로 갔고, 촬영은 그녀의 캐릭터를 중심으로 계속되었다. 첫 번째 영화에서 와칸다 상인 부족의 장로를 연기한 도로시 스틸은 속편에서 다시 해당 배역을 맡던 중 10월 15일에 사망했다.
10월 말, 영화의 개봉일이 2022년 11월 11일로 연기되었다. 제작 장소는 10월 22일까지 조지아주 브런즈윅에 있는 Mary Ross Waterfront Park로 이전되었다. 촬영은 10월 28일부터 11월 2일까지 이루어졌다. 브런즈윅 랜딩 마리나의 매니저인 마이클 토라스(Michael Torras)는 300피트 크루즈 선박이 다음 날 제작에 동원될 것이며, 대부분의 촬영이 물 위에서 이루어졌다고 말했다. 브런즈윅의 다운타운 개발 당국 이사인 매튜 힐은 대부분의 장면이 밤에 촬영되었다고 말했다. 11월 5일까지 라이트가 등장하지 않는 장면의 촬영이 완료되었고 11월 19일에 제작이 중단되었다. 라이트의 어깨 골절과 뇌진탕 때문이었다. 이는 처음에 알려진 것보다 더 심각했지만 영화의 개봉일에 영향을 미칠 것으로 예상되지는 않았다. 미국 질병통제예방센터는 11월 8일 미국 시민이 아닌 사람은 여행하기 전에 코로나19 예방 접종을 마치고 접종 증명서를 제출하도록 하는 새로운 규정을 시행했다. 《할리우드 리포터》는 미국 시민이 아니며 예방 접종을 받지 않은 것으로 알려진 라이트가 애틀랜타 촬영 복귀에 난항을 겪을 수 있다고 지적했다. 12월 중순 《할리우드 리포터》는 2022년 1월 말 애틀란타에서 그가 촬영에 합류할 것임을 확인했다. 파이기, 무어 및 총괄 프로듀서 Louis D'Esposito는 공백 기간 중, 라이트가 영화의 새로운 주연임을 확인했다.
라이트의 회복 이후, 촬영은 2022년 1월 중순에 재개되어 4주 동안 계속될 예정이었다. 원래 1월 10일 촬영을 재개할 예정이었으나 뇽오를 비롯한 출연진과 스태프들이 코로나19 양성 판정을 받아 일주일 연기됐다. 그 당시 《할리우드 리포터》는 듀크가 속편에서 비중이 높아진 그의 배역에 대한 출연료 인상을 협상했다고 보도했다. 다음 달 뇽오는 대니 사파니가 영화에서 와칸다 국경 부족의 장로 역할로 다시 돌아올 것이라고 밝혔다. 손은 3월 13일까지 그녀의 장면 촬영을 완료했다. 3월 18일 푸에르토리코에서 추가 촬영이 시작되었으며 3월 24일 공식적으로 촬영이 종료되었다.

### 후반 작업
2022년 6월, 후에르타는 자신이 영화에 출연할 것임을 밝혔고, 다음 달인 2022년 샌디에이고 코믹콘에서 네이머를 연기한다고 공식 발표되었다. 코엘, 마벨 카데나, 알렉스 리비낼리 또한 각각 아네카, 나모라, 아투마를 연기 하는 것으로 밝혀졌으며 플로렌스 카숨바는 다시 아요 역을 맡는 것으로 확인되었다.코믹콘에 출연한 배우들과 함께 재촬영이 이루어졌다. 후에르타는 "누락된 몇 부분"이라고 설명했다. 7월 말, 카마루 우스만이 이 영화에 출연할 것이라는 것이 밝혀졌고, 리처드 시프는 9월에 출연진에 합류했다. 레이크 벨은 10월에 영화에 출연하는 것으로 밝혀졌다. 그녀는 이전에 《왓 이프...?》에서 나타샤 로마노프/블랙 위도우의 다른 버전을 연기했다. 마이클 쇼버는 전작에 이어 이번에도 편집자로 돌아온다.] 이 영화의 쿠키 영상 단 하나뿐이다. 무어는 창작자들이 "너무 시적인 엔딩이라 느꼈다"고 말했고, 쿠키 영상 뒤 또 하나를 추가하면 "작품 분위기상 조화롭지 않았을 것"이라고 덧붙였다.

## 음악
2021년 9월, 루드비그 예란손이 속편의 작곡가로 복귀할 예정인 것으로 밝혀졌다. 그의 음악은 2022년 11월 11일 할리우드 레코드에서 공개되었다.
익스텐디드 플레이 사운드트랙인 《블랙 팬서: 와칸다 포에버 프롤로그》는 2022년 7월 25일 할리우드 레코드와 마블 뮤직에 이 발매했으며, 영화에 사용된 밥 말리의 〈No Woman, No Cry〉 템스 커버 버전이 들어 있다. 티저 예고편, Amaarae의 〈A Body, A Coffin〉 및 Santa Fe Klan의 〈Soy〉. Göransson은 세 곡 모두를 프로듀싱했으며 Amaarae, Kyu Steed, KZ, Cracker Mallo 및 Maesu와 함께 〈A Body, A Coffin〉을 공동 작곡했다. 2022년 10월 말, 이 영화의 리드 싱글은 리한나의 〈Lift Me Up〉로 발표되었다. 보스만의 헌정곡이기도 한 이 노래는 템스, 괴란손, 리한나, 쿠글러가 작사했다. 2016년 이후 리한나의 첫 번째 솔로 뮤지컬 작품이며, 10월 28일 웨스트베리 로드, 록 네이션, 데프 잼 레코딩, 할리우드 레코드를 통해 발매되었다. 템스는 "내 인생에서 잃어버린 모든 사람들로부터 받은 따뜻한 포옹을 그리는" 노래를 만들고 싶다고 말했다. 〈Lift Me Up〉은 록 네이션, 데프 잼 레코딩스, 할리우드 레코드가 2022년 11월 4일에 발매한 사운드트랙 《블랙 팬서: 와칸다 포에버 - 뮤직 프롬 앤 인스파이어드 바이》에 수록되었다.

## 마케팅
영화의 첫 번째 장면은 2022년 4월 시네마콘에서 열린 디즈니의 개봉 예정 영화 프레젠테이션에서 공개되었다. 파이기, 쿠글러 및 출연진은 가수 바바 말, 타마 연주자 마삼바 디오프 및 기타 아프리카 드러머와 댄서의 라이브 공연과 함께 2022년 샌디에이고 코믹콘에서 영화를 홍보하고 2022년 7월 23일 티저 예고편을 첫 공개했다. 티저 영상에서는 밥 말리의 〈No Woman, No Cry〉 커버가 등장했다가 켄드릭 라마의 〈Alright〉(2015)로 전환되었다. 이 영상을 두고 《피플》의 리 심슨과 Giovana Gelhoren은 "힘있다"고 평했으며, CNN의 산드라 곤잘레스는 보스만을 추념하고 있다는 소감과 함께 "초반부의 슬픔 가운데 보인 것은 희망, (문자 그대로) 새 생명의 탄생, 그리고 미래의 편린과 스쳐 지나간 새로운 수트의 히어로였다"고 작성했다. 크리스찬 질코는 《인디와이어》에 낸 기고문에서 티저가 보스만의 애도하고 있다는 평과 함께, "MCU를 이끌었던 초석 중 하나"인 보스만이 없기에 블랙 팬서의 미래는 마블 스튜디오에 "힘겨운" 도전이 될 것이라고 말했다. 《버라이어티》의 카슨 버튼과 제이킴 머피는 예고편 말미에 의문의 인물이 등장한다는 점을 지적하며, 영상이 블랙 팬서를 "떠맡을" 인물에 집중하고 있다고 소감을 남겼다. 티저 예고편은 공개 24시간 만에 1억 7200만 뷰를 기록했다. 영화의 Funko Pops도 하루 뒤에 공개되었다.
이 영화는 내셔널 시네마 데이 기간 동안 상영되기 전에 출시 예정 영화 소개 영상에 포함되어 있었다. 쿠글러, 라이트, 듀크, 바셋 및 후에르타는 2022 D23 Expo에서 독점 영상으로 영화를 홍보했으며, 《할리우드 리포터》의 아론 코치는 "감동을 주는 시퀀스"라고 묘사했다.공식 예고편은 2022년 10월 3일에 공개되었다. 《버라이어티》의 EJ 패널리건과 《코믹북 리소스》의 나라얀 리우는 둘 다 새로운 블랙 팬서 코스튬을 더 잘 볼 수 있는 "흥미로운" 트레일러라 말했고, 리우는 MCU의 "상실, 힘, 영웅들 중심의 더 강렬한 스토리"를 예고했다고 덧붙였다. 《엔터테인먼트 위클리》의 데반 코건은 "와칸다의 미래에 대한 최고의 전망"이라며 "새로운 팬더 슈트의 놀라운 모습"이라는 표현으로 마무리지었다. 《기즈모도》의 린다 코데가는 트레일러의 "음악, 에너지, 그리고 강렬함"으로부터 뿜어져 나오는 모든 것이 "믿을 수 없다"며, 본작은 "정치적 책략, 첩보전, 그리고 마블 영화에서 기대할 수 있는 일종의 엉뚱함 사이의 균형을 유지한다"고 감탄했다.
2022년 10월, 마블은 타깃 코퍼레이션과 함께 리리 윌리엄스 역을 맡은 손의 광고 캠페인을 진행했다. 말릭 비탈이 감독 1분 가량의 광고에서는 윌리엄스가 아이언하트 슈트 Mk.1을 제작하는 모습과 흑인 소녀들이 레고로 똑같은 슈트를 만드는 장면을 동시에 보여준다. 윌리엄스는 타깃에 있는 한 소녀를 보고, 수트의 동력원에 대한 영감을 받는다. 애드위크의 샤넌 밀러는 광고 속 두 명의 이공계 흑인 소녀가 교감한다는 점에서 "주류 마케팅 업계에선 드문 일"이라고 평했다. 이 광고에는 MCU를 주제로 한 이스터 에그 및 퍼렐 윌리엄스가 피처링한 재넬 모나에의 노래 〈I Got the Juice〉가 등장했다. 이 광고는 2022년 10월 16일 《먼데이 나이트 풋볼》에서 방영되었다. 마블과 타깃은 제휴를 맺어 타깃 스토어 내 독점 상품을 배치하고 증강현실 체험 프로그램도 마련했다. 또한 10월 스프라이트 제로 슈가는 위든+케네디, 모멘텀 월드와이드를 통해 영화 홍보 캠페인을 시작했다. 11월 1일, 맥도날드는 영화 속 캐릭터를 기반으로 한 10개의 장난감 중 하나가 함께 제공되는 블랙 팬서: 와칸다 포에버 해피밀을 판매하기 시작했다. 타네히시 코츠가 진행하는 6부작 팟캐스트 《와칸다 포에버: 블랙 팬서 공식 팟캐스트》는 출연진과 제작진의 영화 제작 논의 인터뷰를 실었다. 첫 회는 2022년 11월 3일에 첫방송되었으며, 다음 회차는 2023년 1월부터 매주 공개될 예정이다. 《마블 스튜디오: 레전드》 시리즈의 세 에피소드는 2022년 11월 4일 트찰라, 슈리, 도라 밀라제를 탐구했고, 《20/20》 TV 스페셜 《블랙 팬서: 와칸다를 찾아서》는 로빈 로버츠가 진행, 《ABC》에서는 영화 출연자들과의 인터뷰가 방영되었다.

## 개봉
《블랙 팬서: 와칸다 포에버》는 2022년 10월 26일 할리우드의 엘 캐피탄 극장과 돌비 극장에서 초연되었다. 또한 2022년 11월 6일 나이지리아 라고스에서 초연되었다. 《데드라인 할리우드》는 이 영화가 현지 초연 시사회를 개최한 최초의 마블 영화라고 설명했다. 본작은 2022년 11월 9일 전세계 개봉했으며, 11월 11일 미국에서 개봉되었다. 이전에는 2022년 5월 6일에 이어 7월 8일로 예정되어 있었다. 프랑스에서는 극장 개봉 후 17개월이 지나야 스트리밍 서비스에 등록할 수 있음에도, 디즈니는 극장 상영을 결정했다. 《와칸다 포에버》를 극장에서 개봉하기로 한 디즈니의 결정은 이전에 영화 《스트레인지 월드》의 프랑스 극장 개봉을 건너뛰고 곧바로 디즈니+에 공개한 뒤, 미디어 연대표를 현대화와 그 타임라인을 밝힌 프랑스 정부의 답신에 고무된 결과였다. 《와칸다 포에버》는 2024년 초 프랑스 디즈니+에서 볼 수 있다. 본작은 MCU 페이즈 4의 마지막 영화이다.
2023년 2월 1일에 디즈니 플러스에서 공개될 예정이라고 한다.

## 평가

### 박스오피스 예상치
《더 할리우드 리포터》에 따르면, 《블랙 팬서: 와칸다 포에버》는 개봉 첫 주말, 북미에서 1억 7천 5백만 달러를 벌어들일 것으로 예상된다. 박스오피스 프로는 2022년 11월까지 북미 개봉 첫 주말 수익을 1억 7천만 달러에서 2억 5천만 달러로 추정하고 있으며, 총 국내 총수입은 4억 3천 5백만 달러에서 5억 4천 3백만 달러로 예상된다.

### 비평
리뷰 웹사이트 로튼 토마토에서는 176개의 리뷰를 기반으로 평점 7.5/10, 추천 지수 86%를 산출했다. 이 사이트의 한줄 비평은 다음과 같다. "프랜차이즈를 만족스럽게 이끌어낸 가슴 아픈 헌사, 《블랙 팬서: 와칸다 포에버》는 MCU의 야심차고 값진 승리를 기념한다." 메타크리틱에서 이 영화는 56명의 비평가들로부터 100점 만점에 67점의 가중 평균 점수를 받아 "일반적으로 호의적인 평가"로 측정되었다.
《엠파이어 온라인》의 캄볼레 캠벨은 《블랙 팬서: 와칸다 포에버》에 5점 만점에 4점을 주며 "매력적인 장소감과 채드윅 보스만에 대한 열정적인 추도사 연기를 함께 묶어냄으로써, 다소 공식화된 마블 영화 중에서 두드러진다."고 평했다. 그러면서 "창의적이면서... 현실적이다. CG 배경이 기울어져 있어 약간 거슬린다"는 평을 남겼다. 캠벨은 라이트, 듀크, 바셋, 그리고 코엘의 연기를 칭찬하며, 후에르타의 캐릭터를 "하이라이트, 고전 코믹스 캐릭터의 창의적인 각색, 설득력 있는 원한으로 진실을 말하는 사람"이라고 묘사했다." 《IGN》의 톰 요르겐슨은 본작에 10점 만점에 7점을 주며, "트찰라를 위한 감동적이고 목메는 작별이자 괴로운 과거에서 벗어나 자신의 미래를 벼려내는 고찰, 그러나 완전히 새로운 국가를 소개하고 마블의 새로운 길을 닦아야 하는 줄거리와 함께, 영화는 그 모든 무게에 짓눌려 허우적댄다"고 말했다. 요르겐슨은 바셋과 후에르타의 연기에 찬사를 보냈지만 "탈로칸은 《블랙 팬서》의 와칸다처럼 훌륭하게 "정립"되지는 않았다"는 소감을 남겼다. 이 영화의 3막은 "과욕을 부렸다... 잘못 짜이고 논리적으로 당혹스러운 전술적 선택과 함께"라고 말했다.
《워싱턴 포스트》의 앤 호나데이는 "《와칸다 포에버》는 절망적으로 정체된 느낌과 함께 끝나며, 반복적이고 지나치게 익숙한 액션 시퀀스, 헤픈 감정, 그리고 불필요하며 때로는 유기적이지도 않은 이야기에 의존함으로써 진전 없는 무능함을 가린다"고 작성했다."

### 수상 및 후보
| 상                             | 시상일           | 부문               | 후보                                                          | 결과 | Ref.    |
| ------------------------------ | ---------------- | ------------------ | ------------------------------------------------------------- | ---- | ------- |
| 할리우드 뮤직 인 미디어 어워드 | 2022년 11월 16일 | SF영화 음악상      | 루드비그 예란손                                               | 미정 | [ 132 ] |
| 할리우드 뮤직 인 미디어 어워드 | 2022년 11월 16일 | 음악상 (피처 필름) | 템스, 리한나, 라이언 쿠글러, 루드비그 예란손 (〈Lift Me Up〉) | 미정 | [ 132 ] |
| 할리우드 뮤직 인 미디어 어워드 | 2022년 11월 16일 | 음악 - 트레일러    | 〈No Woman, No Cry〉, 〈Alright〉                             | 미정 | [ 132 ] |

## 흥행
- 전세계 수익 8억 달러를 돌파했다.[133]

- 북미에서 개봉 33일 차에  닥터 스트레인지: 대혼돈의 멀티버스의 북미 성적인 4억 1,100만 달러를 돌파하며 탑건 매버릭에 이어 2022년 북미 흥행 2위에 올랐다.
- 대한민국에서 200만 관객을 돌파했다.[134]

## 향후 계획

### 속편 계획
2022년 11월, 쿠글러와 파이기가 세 번째 《블랙 팬서》 영화 관련 협상에 들어갔다는 사실이 밝혀졌다.

### "아이언하트"
11월 초, 무어는 《블랙 팬서: 와칸다 포에버》의 속편으로 《아이언하트》를 발표했다. 도미니크 손은 여기서 리리 윌리엄스/아이언하트로 재등장한다.